# شیوا نگار
شیوا نگار (به انگلیسی: Shiva Negar)(زاده ۲۹ می ۱۹۸۸) بازیگر ایرانی-کانادایی است.
از کارهای معروف او می‌توان به بازی در فیلم آدم‌کش آمریکایی اشاره کرد.